# David Malouf
David George Joseph Malouf (n. 20 martie 1934) este un scriitor australian . În 1993, nuvela sa Remembering Babylon a fost finalistă pentru Premiul Booker .

## Opere

### Romane
- Johnno (1975)
- An Imaginary Life (1978)
- Fly Away Peter (1982)
- Harland's Half Acre (1984)
- The Great World (1990)
- Remembering Babylon (1993)
- The Conversations At Curlow Creek (1996)
- Untold Tales (1999)

### Colecții de nuvele
- Antipodes (1983)
- Dream Stuff (2000)
- Every Move You Make (2006)
- The Complete Stories (2007)

### Colecții de poezii
- Bicycle and Other Poems (1970)
- Neighbours in a Thicket: Poems (1974)
- Poems 1975-76 (1976)
- Wild Lemons: Poems (1980)
- Selected Poems 1959-1989 (1994)
- Typewriter Music (2007)

### Non-ficțiune
- 12 Edmondstone St (memoirs - 1985)
- A Spirit of Play - Boyer Lectures (1998)
- Made in Britain (Quarterly Essay, Black Inc - 2003)

### Teatru
- Blood Relations (1988)

### Librete
- Voss (1986)
- Mer de Glace (1991)
- Baa Baa Black Sheep (1993)